# مازاغان بيتش آند جولف ريزورت
مازاغان بيتش آند جولف ريزورت هو موقع سياحي مغربي فاخر على ساحل المحيط الأطلسي, يقع 84 كلم إلى الجنوب الغربي من مدينة الدار البيضاء في إقليم الجديدة. وهي تقع بالقرب من المجتمعات الريفية بين مدينتي الجديدة و أزمور.
وهي مصممة من قبل شركة جنوب أفريقيا كيرزنر الدولية، صندوق الإيداع والتدبير والشركة المغربية الإماراتية للتنمية في إطار المخطط الأزرق . ويتضمن البرنامج المرافق التالية :
- 78 قطب للرسوم المتحركة حول اثنين من البحيرات ;
- أكاديمية رياضية مع ملعبين، بموجب معايير كرة القدم،
- ملعبين للغولف من 18 حفرة.
- 6 قاعات للمؤتمرات.
- 14 مطعم ؛
- ملعبين للتنس ؛
- كارتينغ;
- كرة الطلاء ؛
- الرماية ;
- نادي الفروسية ;
- مركبة الكواد;
- الجيت سكي ؛
- ركمجة;
- صالة للرياضة ؛
- سبا;
- نادي الرضع ؛
- نادي الأطفال;
- نادي الاندفاع ؛
- على بعد 7 كم من شاطئ خاص;
- فندق من 500 غرفة ؛
- 2 Royal Suites;
- 7 أجنحة للسفراء ؛
- نادي سباقات الخيل ;
- فيلات، شقق ومحلات تجارية.

تم بناء الفندق من قبل شركة بيسكس البلجيكية في شراكة مع الشركة المغربية صوماجيك، التصميم الداخلي للفنادق والفيلات تمت عن طريق ديبا المغرب. ويعمل أكثر من 1500 موظف، التكافؤ بين النساء والرجال من جميع أنحاء العالم يعملون في 300 وظيفة مختلفة.
ملعب الغولف تم بناؤه من قبل غريغوري الدولية.

## وصلات خارجية
- الموقع الرسمي
- السياحة في المغرب : جديد المنتجع السياحي مازاغان- الحوزية نسخة محفوظة 8 أغسطس 2008 على موقع واي باك مشين.